# Јужни белобоки делфин
Јужни белобоки делфин или Пилов делфин (лат. Lagenorhynchus australis, рус. Южный белобокий дельфин, енгл. Peale's dolphin) је врста сисара из породице океанских делфина (Delphinidae) и парвореда китова зубана (Odontoceti). 

## Угроженост
Подаци о распрострањености јужног белобоког делфина су недовољни.

## Распрострањење
Врста има станиште у Аргентини и Чилеу, углавном на морском подручју око Огњене земље.

## Станиште
Станишта јужног белобоког делфина су морски екосистеми.